# Reálné gymnázium v Truhlářské
Reálné gymnázium v Truhlářské ulici (Druhé C.k. Vyšší gymnasium Novoměstské) je bývalá státní střední škola v Praze, která byla zrušena roku 1949 a obnovena roku 1994 jako Gymnázium Jiřího Gutha-Jarkovského.

## Historie
Roku 1874 byly pro paralelky akademického gymnázia  pronajaty prostory v domě v Celetné ulici "U města Paříže". Z těchto paralelek později vzniklo nižší reálné gymnázium. Odtud se ústav roku 1876 přestěhoval do Broschova domu v Jindřišské ulici. Protože se počet jeho žáků zvýšil, pronajal si prostory pro učebny ve dvou domech v Růžové ulici.
V září roku 1880 byla škola doplněna na vyšší gymnázium a zároveň zrušila oddíl reálný. Ještě před skončením nájemní smlouvy v pronajatých prostorech rozhodl stát postavit škole vlastní budovu. Ke stavbě bylo vyhledáno místo v Truhlářské ulici poblíž ulice Zlatnická, zvané „U Novomlejnských“. Plány k budově zhotovil místodržitelský ing. Antonín Rosenberg a stavbu roku 1886 provedl stavitel Josef Blecha.

### Popis
Za hlavním průčelím budovy se nachází křídlo vedoucí jižním směrem do dvorního traktu. Zde jsou umístěny všechny školní místnosti, učebny, kabinety a sborovna. Vnitřek stavby byl zařízen  podle požadavků ředitele gymnázia Josefa Uhlíře jako moderní, školní budova vyhovující zdravotně i provozně. Zadní část vnitřního křídla spojuje malá arkáda s krytou chodbou s domem ve Zlatnické ulici (1120/13), ve kterém byl v přízemí zařízen ředitelský byt. Uvnitř areálu je velký dvůr zčásti osázený stromy.

### Po roce 1949
Roku 1949 byla škola zrušena a v budově sídlila Základní škola. Roku 1993 zde vzniklo nové gymnázium pojmenované podle někdejšího profesora školy – Jiřího Gutha-Jarkovského, a navázalo na tradici školy.

## Názvy školy
- Druhé C.k. Vyšší gymnasium Novoměstské
- Reálné gymnasium Praha II. – Nové Město, Truhlářská ul. 22[2]

## Učitelé a absolventi
Ředitelé
- Josef Uhlíř – 1874–1887
- Eduard Kastner – 1887–1893
- František Sobek – od roku 1893

Učitelé
- František Šembera – 1881–1898
- Karel Cumpfe – od 1881
- Josef Pekař – 1895–1896
- Jiří Stanislav Guth-Jarkovský – 1896–1918
- Josef Košťál – 1899–1910
- Josef Štefan Kubín – 1911–1925
- Jan Mukařovský – 1925–1934

Absolventi
- Ladislav Fuks[3]
- Jaroslav Kratochvíl
- Josef Antonín Seydl (1775–1837)
- Karel Poláček
- Vladimír Neff (1921–1925)
- Vladivoj Tomek[4]